# Confrérie de la Chaîne des Rôtisseurs

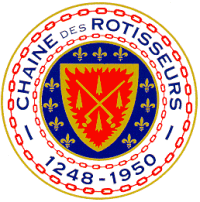

La Confrérie de la Chaîne des Rôtisseurs, ofta Chaîne des Rôtisseurs, är ett internationellt gastronomiskt sällskap som grundades i Paris år 1950. 
Sällskapets tankar och idéer grundar sig på de traditioner som upprätthölls av det gamla franska stekarskrået. Ursprungligen gällde detta endast tillagningen av gås, men gradvis utökades verksamheten till att omfatta all tillagning av fågel, kött och vilt. Sällskapet verkar för att marknadsföra, gynna och utveckla gastronomin och god matkultur.

## Officiell webbplats
- Officiell webbplats